# Temognatha regia
Temognatha regia es una especie de escarabajo del género Temognatha, familia Buprestidae. Fue descrita científicamente por Blackburn en 1892.